# Cerro Volcán
Cerro Volcán (también escrito Cerro El Volcán) es el nombre que recibe una montaña localizada entre las localidades de Naguanagua y San Diego en el Área metropolitana de Valencia, parte del Estado Carabobo al centro norte del país suramericano de Venezuela.
Se eleva hasta una altitud de 693 metros sobre el nivel del mar. Geográficamente se encuentra al sur del Cerro El Dique y al norte del Cerro Montemayor, al este del Cerro El Café y cerca de la Universidad de Carabobo (sector Tazajal).